# Голубовський (селище)
Голубовський (рос. Голубовский) — селище у Каргатському районі Новосибірської області Російської Федерації.
Входить до складу муніципального утворення Кубанська сільрада. Населення становить 16 осіб (2010).

## Історія
Згідно із законом від 2 червня 2004 року органом місцевого самоврядування є Кубанська сільрада.

## Населення
| 2002 | 2007 | 2010 |
| ---- | ---- | ---- |
| 56   | ↘38  | ↘16  |